# Малукас, Дэвид
Дэвид Малукас (англ. David Malukas; род. 27 сентября 2001, Чикаго, Иллинойс) — американский автогонщик, выступающий в IndyCar Series.

## Биография
Родители Малукаса эмигрировали в 1991 году из литовского Тельшяя. Родился в Чикаго. Заявлял, что также имеет право на литовское гражданство. В дополнение к американскому флагу на его автомобилях размещается и литовский.
Участвовал в первом чемпионате Формулы-4 ОАЭ за команду Rasgaira Motorsports. В 2017 году гонялся в Формуле-4 ADAC за Motopark и в USF2000 за BN Racing. В сезоне-2018 USF Pro 2000 занял 4 место в составе BN Racing, одержав три победы в 16 гонках. Сезон-2019 провёл в Indy Lights за BN Racing  и HMD Motorsports (6 место), дважды занимал в гонках третье место. В сезоне 2020 года американской «формулы-регионал» в 17 гонках за HMD Motorsports одержал две победы, лишь дважды не побывав на подиуме, и занял второе место, уступив выигравшему остальные 15 гонок шведу Линусу Лундквисту. В следующем году в Indy Lights, выступая за HMD Motorsports, в 20 гонках одержал 7 побед и стал в итоге вторым, уступив всего 13 очков новичку Кайлу Кирквуду.
15 декабря 2021 года было объявлено, что Малукас проведёт полноценный сезон в IndyCar Series, выступая на машине под № 18 за команду Dale Coyne Racing в партнёрстве с HMD Motorsports. Лучшего результата достиг на гонке в Мадисоне (Иллинойс) — второе место, едва не обогнав на финише Джозефа Ньюгардена. По итогам сезона занял 16 место; в зачёте новичков уступил только датчанину Кристиану Лундгору. Лучшие результаты в следующем сезоне — 4 место на втором этапе на Texas Motor Speedway и третье — в Мадисоне.
8 сентября 2023 года команда Arrow McLaren объявила о подписании многолетнего контракта с Малукасом; он должен был ездить с 2024 года под № 6. Однако во вторые выходные февраля Малукас в результате несчастного случая на горном велосипеде порвал связки и вывихнул левое запястье. 13 февраля перенёс операцию на руке. После пропуска первых четырёх гонок сезона и неясных сроков восстановления, 29 апреля он был освобождён от контракта. 7 июня команда Meyer Shank Racing объявила, что Малукас заменит британца Тома Бломквиста. Проехав на машине под № 66 10 гонок, Малукас занял в чемпионате 24 место. 13 августа 2024 года подписал контракт к командой A. J. Foyt Racing.

## Результаты выступлений
| Легенда к таблице |                                                                    |
| --- | ------------------------------------------------------------------ |
| В таблице перечислены результаты всех гонок, в которых принимал участие гонщик. Строками таблицы являются сезоны, столбцами — этапы соревнований. В каждой клетке указаны сокращённое название этапа и результат, дополнительно обозначенный цветом. Расшифровка обозначений и цветов представлена в нижеследующей таблице. |                                                                    |
| \| Пример \| Описание \| \| ------------ \| ------------------------------------------------------------------ \| \| 1 \| Победитель \| \| 2 \| Второе место \| \| 3 \| Третье место \| \| 5 \| Финишировал, заработав очки \| \| Сход \| Не финишировал, но при этом заработал очки \| \| 12 \| Финишировал, не получив очков \| \| НКЛ \| Финишировал, но не попал в финальную классификацию \| \| 15 \| Участвовал вне зачёта, либо по отдельной классификации \| \| 18 \| Не финишировал, но попал в финальную классификацию \| \| Сход \| Не финишировал \| \| НКВ \| Не прошёл квалификацию \| \| НПКВ \| Не прошёл предквалификацию \| \| ДСК \| Дисквалифицирован \| \| ИСК \| Исключён из протокола соревнований \| \| ТТ \| Заявлен для участия только в тренировках \| \| НС \| Участвовал в квалификации, но не стартовал в гонке \| \| Т \| Травмирован или болен \| \| ОТК \| Отказ от участия \| \| НТР \| Прибыл на соревнования, но на трассу не выезжал \| \| НПР \| Был заявлен в числе участников, но не прибыл к началу соревнований \| \| О \| Соревнования отменены \| \| \| Не участвовал \| \| Поул-позиция \| \| \| Быстрый круг \| \| |                                                                    |
| Пример | Описание                                                           |
| 1 | Победитель                                                         |
| 2 | Второе место                                                       |
| 3 | Третье место                                                       |
| 5 | Финишировал, заработав очки                                        |
| Сход | Не финишировал, но при этом заработал очки                         |
| 12 | Финишировал, не получив очков                                      |
| НКЛ | Финишировал, но не попал в финальную классификацию                 |
| 15 | Участвовал вне зачёта, либо по отдельной классификации             |
| 18 | Не финишировал, но попал в финальную классификацию                 |
| Сход | Не финишировал                                                     |
| НКВ | Не прошёл квалификацию                                             |
| НПКВ | Не прошёл предквалификацию                                         |
| ДСК | Дисквалифицирован                                                  |
| ИСК | Исключён из протокола соревнований                                 |
| ТТ | Заявлен для участия только в тренировках                           |
| НС | Участвовал в квалификации, но не стартовал в гонке                 |
| Т | Травмирован или болен                                              |
| ОТК | Отказ от участия                                                   |
| НТР | Прибыл на соревнования, но на трассу не выезжал                    |
| НПР | Был заявлен в числе участников, но не прибыл к началу соревнований |
| О | Соревнования отменены                                              |
| | Не участвовал                                                      |
| Поул-позиция |                                                                    |
| Быстрый круг |                                                                    |

### Сводная таблица
| Сезон   | Серия                            | Команда                             | Старты | Победы | Поулы | БК | Подиумы | Очки  | Место |
| ------- | -------------------------------- | ----------------------------------- | ------ | ------ | ----- | -- | ------- | ----- | ----- |
| 2016–17 | Формула-4 ОАЭ                    | Rasgaira Motorsports                | 11     | 0      | 0     | 0  | 1       | 97    | 5     |
| 2017    | ADAC Формула-4                   | Motopark                            | 18     | 0      | 0     | 0  | 0       | 20    | 19    |
| 2017    | Национальный чемпионат США F2000 | BN Racing                           | 9      | 0      | 1     | 0  | 1       | 108   | 10    |
| 2018    | Чемпионат Pro Mazda              | BN Racing                           | 16     | 3      | 3     | 2  | 6       | 302   | 4     |
| 2019    | Инди Лайтс                       | BN Racing HMD Motorsports           | 18     | 0      | 0     | 0  | 2       | 301   | 6     |
| 2020    | Региональная формула Америки     | HMD Motorsports                     | 17     | 2      | 0     | 1  | 15      | 283   | 2     |
| 2021    | Инди Лайтс                       | HMD Motorsports                     | 20     | 7      | 7     | 4  | 16      | 524   | 2     |
| 2022    | Индикар                          | Dale Coyne Racing / HMD Motorsports | 17     | 0      | 0     | 2  | 1       | 305   | 16    |
| 2023    | Индикар                          | Dale Coyne Racing / HMD Motorsports | 17     | 0      | 0     | 1  | 1       | 265   | 17    |
| 2024    | Индикар                          | Meyer Shank Racing                  | 10     | 0      | 0     | 1  | 0       | 148   | 24    |
| 2025    | Индикар                          | A.J. Foyt Enterprises               | 6      | 0      | 0     | 0  | 1       | 110 * | 10 *  |

* — сезон продолжается